# Battista Babini
Battista Babini (* 18. März 1939 in Bagnara di Romagna) ist ein ehemaliger italienischer Radrennfahrer.

## Sportliche Laufbahn
Babini war im Straßenradsport aktiv. 1961 wurde er Berufsfahrer im Radsportteam Molteni und blieb bis 1966 als Radprofi aktiv. 1963 gewann er das Rennen Sassari–Cagliari vor Antonio Suárez. 1961 wurde er Zweiter in der Trofeo Baracchi mit Giacomo Fornoni als Partner.
In der Tour de France 1964 wurde er 25. Den Giro d’Italia fuhr er viermal. 1963 wurde er 56., 1964 81. und 1965 48. der Gesamtwertung. 1962 schied er aus.